# Малък гладък кит
Малкият гладък кит (Caperea marginata), известен още като кит джудже, е баленов кит със сравнително малки размери, отделен като единствен съвременен представител на семейство Neobalaenidae.
Описан от британския зоолог Джон Едуард Грей през 1846 г., той е най-малкият представител на Баленовите китове (Mysticeti) с дължина на тялото от 4 до 6,5 m. и тегло около 3 тона. Въпреки името си малкият гладък кит е по-близък до сивия кит, отколкото до Гладките китове, към които се причисляваше.
Среща се в Южния океан — водите около Антарктида. За неговата популация и поведение се знае твърде малко, защото не е бил обект на по-обстойни изследвания.